# 内田夕夜
内田 夕夜（うちだ ゆうや、1965年12月3日 - ）は、日本の声優、舞台俳優。埼玉県北葛飾郡三郷町（現：三郷市）出身。東京俳優生活協同組合所属。既婚。

## 来歴
俳優になったきっかけは、中学時代に所属していた応援団である。その時の応援団長が演劇部の部長で、当時の内田はコーヒー好きであり、「演劇部に入ったら稽古後毎日コーヒー飲ませてやる」と言われて入部したからである。
当初は出演して演技するとは思っておらず、舞台美術のほうに興味あったことから大道具を作っていた。
高校時代は8ミリ映画を撮影しており、その頃も映画を撮る側であり、舞台美術を担当していた。
桐朋学園芸術短期大学芸術科演劇専攻科卒。
高校の先輩が芝居を知り、映画監督になろうと同学園に進学しており、「お前は何がやりたいんだ？」と聞かれたことから舞台美術と答え、「行くのもいいんじゃない？」と同学園に進学したという。
舞台関連の勉強をしながら、学園祭の芝居の舞台で演出照明班などをしていたが、「舞台美術は完成できるけど役者には完成というゴールは無い」と考え、役者志望に転向した。
1987年より劇団俳優座に入団し活動していたが、2021年6月30日を以って退団し、7月1日付で東京俳優生活協同組合に所属する。
劇団俳優座での初舞台は1988年の『お気に召すまま』。
昔から『シャーロック・ホームズ』が好きだったが、NHK総合で放送されていた『シャーロック・ホームズ』を見ていたところ宮本充が声優の仕事をしており、「こういう仕事もあるんだ」、「これおもしろいな、やってみたいな」と思ったという。
内田が製作をしたミニディスクを事務所の映画放送部に持っていき、「もし声の仕事があるようなら興味があるので、これをデモテープとして出して欲しい」とお願いをしていた。
同じ劇団に所属していた小山力也が吹き替えを担当した『ER緊急救命室』の日本の関係者に、次の作品で「俳優座で誰か良い人いませんか」と声をかけてもらい、その時、デモテープを出していたため、オーディションに行くことができ、その結果合格を果たした。声優としての活動を始める。
自身のブログにて、2008年1月13日に結婚、同年8月27日に第一子誕生、2011年4月1日に第二子誕生を発表した。
2020年5月1日にYouTubeにおいて「内田夕夜Tube」チャンネルを開設、声優の育成を目的にベテラン声優とのインタビュー動画などを投稿している。
2024年、ファミ通・電撃ゲームアワード2023でボイスアクター部門、第18回声優アワードでゲーム賞を受賞。

## 人物
声種はバリトン。
声優としては海外ドラマ・洋画の吹き替えを中心に活動し、ライアン・ゴズリングやジェームズ・マカヴォイをはじめ、ダニエル・ブリュール、キリアン・マーフィー、ウィリアム・フォン、ハ・ジョンウ、ジョセフ・ゴードン＝レヴィット、マット・デイモン、レオナルド・ディカプリオ、チャーリー・コックス、チソン、シン・ハギュンなどの吹き替えを担当。また、真田広之の海外出演作の吹き替えも複数担当している。なお、アニメへの出演は『二十面相の娘』の二十面相役を機に多くなっている。
本名は内田 秀和。桐朋の学生時代に内田裕也にかけて“ゆうや”とあだ名され、後にそれを芸名とした。同級生に女優の中川安奈、声優の渡辺美佐がいる。
趣味・特技はダンス（クラシックバレエ） 、器械体操、ビリヤード、ドライブ。
ライアン・ゴズリングの吹き替えは『きみに読む物語』で初担当。ゴズリングの代表作である『ラ・ラ・ランド』は映画館で観賞した時から担当したかった作品であったため、役が決まった時は嬉しかったといい、収録の際は思わず劇中歌を口ずさんでいた。そのため、同作でミキサーを務めたスタッフと再び仕事をした際には「夕夜さん、歌ってましたよね」と笑われたとのこと。また、『ラ・ラ・ランド』と『ナイスガイズ!』はゴズリングの演じるキャラクターの印象が全く異なっていたことから思わず「別人か！」とその役作りに驚愕したという。この二作品の収録日は1週間しか離れていなかったにも関わらず、あまりの別人ぶりに切り替えに苦労したといい、「普通は、同じ俳優さんの別作品を、短いスパンで収録させてもらえるのは、楽なんですけどね…」と非常に珍しい体験をしたと語っている。
ジェームズ・マカヴォイの吹き替えも『ジェイン・オースティン 秘められた恋』以降、大半の作品で担当している。『世界の涯ての鼓動』では、映画本編の吹き替え版は作られなかったものの、マカヴォイの吹き替え声優として内田をナレーションに起用した日本版予告編が作られている。
『タイタニック』（フジテレビ新版）のディカプリオ演ずるジャック役は初めて新聞に自身の名前が載った作品であり、嬉しさのあまり放映当時は何社もの新聞を買い集めていたとブログで振り返っている。また、石田彰がジャックを演じた同作の日本テレビ版も鑑賞しており「石田さんは凄い」「大変勉強になった」と思ったといい、直後に自身が担当した際の台本を片手に当時のフジテレビ新版の録画を見直したという。なお、内田は本作の京田尚子の演技がとても気に入っていると述べた。また、2023年のアニメ『お兄ちゃんはおしまい!』の第3話では劇中で『タイタニック』のパロディ作品である『スペースタイタニック』が上映され、そこに登場するジャック（ディカプリオ）にあたるキャラクター、レオナルドの声を内田が担当している。

## 出演
太字はメインキャラクター。

### テレビアニメ
2005年
- アイシールド21（2005年 - 2007年、キッド）

2006年
- 攻殻機動隊 STAND ALONE COMPLEX Solid State Society（コシキタテアキ）

2007年
- 怪物王女（エミール）

2008年
- ゴルゴ13（ヤン・リー・カッター）
- 絶対可憐チルドレン（内田）
- ソウルイーター（フランケン・シュタイン博士）
- 二十面相の娘（二十面相）
- BLUE DRAGON 天界の七竜（ヒルデガルド男）
- 無限の住人（真理路）

2009年
- 狼と香辛料II（リゴロ・デドリ）
- 金色のコルダ〜secondo passo〜（吉羅暁彦）
- グイン・サーガ（アルド・ナリス）
- NARUTO -ナルト- 疾風伝（2009年 - 2016年、麟児、テンジ）
- PandoraHearts（ルーファス＝バルマ）
- MAJOR シリーズ（2009年 - 2010年、佐伯京四郎） - 2シリーズ

2010年
- さらい屋 五葉（松吉）

2012年
- ZETMAN（黒服A）
- 超速変形ジャイロゼッター（轟健三、轟駆流博士）
- 超訳百人一首 うた恋い。（良岑宗貞）
- FAIRY TAIL（2012年 - 2014年、サミュエル、カマ）

2013年
- よんでますよ、アザゼルさん。Z（西村健作）

2014年
- アイカツ!（カミーノ・セリオ）
- キャプテン・アース（久部マサキ）
- 金色のコルダ Blue♪Sky（榊大地、吉羅暁彦）
- PSYCHO-PASS サイコパス 2（桒島浩一）
- ソウルイーターノット!（フランケン・シュタイン）
- 東京喰種トーキョーグール（2014年 - 2018年、霧嶋新） - 2シリーズ
- 七つの大罪（2014年 - 2021年、ヘンドリクセン） - 4シリーズ + 特別編
- ログ・ホライズン（ゼルデュス）

2015年
- うたわれるもの 偽りの仮面（ミカヅチ）
- 血界戦線（2015年 - 2017年、ダニエル・ロウ） - 2シリーズ

2016年
- クロムクロ（ハウゼン）
- ヘボット!（2016年 - 2017年、グチリーマン、マンドライバー、ブタ肉、デカプリオン、ゲキレツドラゴン、ビョウ、マカロニウェスタン、フナムシ・ペイジ郎、よくみてる）
- 魔法つかいプリキュア!（2016年 - 2025年、魔法学校の校長） - 2シリーズ

2017年
- チェインクロニクル 〜ヘクセイタスの閃〜（戦士）
- ACCA13区監察課（ヘリング）
- ONE PIECE（2017年 - 、シャーロット・ペロスペロー）

2018年
- 刻刻（潮見）
- ポチっと発明 ピカちんキット（2018年 - 2019年、シャーロック、義人）
- BEATLESS（遠藤コウゾウ） - 2シリーズ
- ルパン三世 PART5（アラン）
- レイトン ミステリー探偵社 〜カトリーのナゾトキファイル〜（ガブリ・カムーゾ、サクット・カムーゾ）

2019年
- ルパン三世 グッバイ・パートナー（ショパン）
- 文豪ストレイドッグス（蘭堂）
- キラキラハッピー★ ひらけ!ここたま（ヒロ・ミッチー）
- コップクラフト（コール・モゼリーメ）
- ノー・ガンズ・ライフ（2019年 - 2020年、クローネン・フォン・ヴォルフ） - 2シリーズ
- サザエさん（守屋浩二）

2020年
- ラディアン（ランドレーク）
- 名探偵コナン（2020年 - 2024年、荻野凛太郎、三村正海）
- キングダム（2020年 - 2022年、春申君） - 2シリーズ
- おしりたんてい（ブラビット）
- THE GOD OF HIGH SCHOOL ゴッド・オブ・ハイスクール（ペク・スンチョル）

2021年
- ワンダーエッグ・プライオリティ（アカ）
- 文豪ストレイドッグス わん!（蘭堂）
- SSSS.DYNAZENON（上条さん）
- セスタス -The Roman Fighter-（ナシカ）
- 86-エイティシックス-（2021年 - 2022年、エルンスト・ツィマーマン）
- 進化の実〜知らないうちに勝ち組人生〜（黒龍神）

2022年
- うたわれるもの 二人の白皇（ミカヅチ）
- ユーレイデコ（AI店長）
- チェンソーマン（暴力の魔人）

2023年
- 魔王学院の不適合者 II 〜史上最強の魔王の始祖、転生して子孫たちの学校へ通う〜（天父神ノウスガリア）
- お兄ちゃんはおしまい!（レオナルド）
- もののがたり（機） - 2シリーズ
- おかしな転生（コアトン）
- MIX MEISEI STORY 2ND SEASON 〜二度目の夏、空の向こうへ〜（澤井圭一）
- 葬送のフリーレン（オルデン卿）

2024年
- 七つの大罪 黙示録の四騎士（ヘンドリクセン） - 2シリーズ
- 怪異と乙女と神隠し（時空のおっさん）
- 魔導具師ダリヤはうつむかない（テオドーロ・オルランド）

2025年
- チ。-地球の運動について-（フライ）
- わたしの幸せな結婚（甘水直）
- 俺だけレベルアップな件 Season 2 -Arise from the Shadow-（レイジ）
- トリリオンゲーム（鉱京太郎）
- 公女殿下の家庭教師（教授）

### 劇場アニメ
2000年代
- 劇場版 甲虫王者ムシキング グレイテストチャンピオンへの道（2005年、ネブ博士）

2010年代
- 映画 プリキュアドリームスターズ!（2017年、魔法学校の校長）
- さよならの朝に約束の花をかざろう（2018年、バイエラ王）
- 劇場版 はいからさんが通る 後編 〜花の東京大ロマン〜（2018年、広報官）
- ANEMONE/交響詩篇エウレカセブン ハイエボリューション（2018年、石井賢）

2020年代
- ジョゼと虎と魚たち（2020年、水嶋）
- ONE PIECE FILM RED（2022年、シャーロット・ペロスペロー）
- 劇場版 オーバーロード 聖王国編（2024年、カスポンド・ベザーレス）
- 劇場版 チェンソーマン レゼ篇（2025年、暴力の魔人）

### Webアニメ
- 七つの大罪 怨嗟のエジンバラ（2023年、ヘンドリクセン）

### OVA
- SUPERNATURAL: THE ANIMATION（2011年、サム・ウィンチェスター）
- 聖闘士星矢 THE LOST CANVAS 冥王神話（2011年、先代ハーデス）

### ゲーム
2002年
- ぼくのなつやすみ2 海の冒険篇（保田）

2005年
- ぼくらのかぞく（ジジ）

2006年
- アイシールド21 MAX DEVILPOWER!（キッド）

2007年
- 金色のコルダ2（吉羅暁彦）
- 金色のコルダ2 アンコール（吉羅暁彦）

2008年
- 白騎士物語 -古の鼓動-（グラーゼル）
- ソウルイーター モノトーン プリンセス（シュタイン博士）
- ソウルイーター メデューサの陰謀（シュタイン博士）

2009年
- 機動戦士ガンダム戦記（エリク・ブランケ）
- 金色のコルダ2 f（吉羅暁彦）
- 金色のコルダ2 f アンコール（吉羅暁彦）
- ソウルイーター バトルレゾナンス（シュタイン博士）
- ぼくのなつやすみ4 瀬戸内少年探偵団「ボクと秘密の地図」（ナレーション）

2010年
- 金色のコルダ3（榊大地）
- 白騎士物語 -光と闇の覚醒-（グラーゼル）
- .hack//Link（ガイスト、天城丈太郎）

2011年
- SDガンダム GGENERATION（2011年 - 2025年、エリク・ブランケ、デネボラ・シャヒム） - 5作品

2012年
- 白華の檻 〜緋色の欠片4〜（秋篠古嗣）
- 嫁コレ（榊大地）

2013年
- 神々の悪戯（戸塚陽）
- 金色のコルダ3 フルボイス Special（榊大地）
- 超速変形ジャイロゼッター アルバロスの翼（轟カケル博士）
- 白華の檻 〜緋色の欠片4〜 四季の詩（秋篠古嗣）

2014年
- 金色のコルダ3 AnotherSky feat.天音学園（榊大地）
- 金色のコルダ3 AnotherSky feat.至誠館（榊大地）
- 金色のコルダ3 AnotherSky feat.神南（榊大地）

2015年
- うたわれるもの 偽りの仮面（ミカヅチ）
- Everybody's Gone to the Rapture 幸福な消失
- デビル メイ クライ4 スペシャルエディション（アグナス）
- 七つの大罪 真実の冤罪（ヘンドリクセン）

2016年
- ウォッチドッグス2（マーカス・ホロウェイ）
- うたわれるもの 二人の白皇（ミカヅチ）
- 神々の悪戯 InFinite（戸塚陽）
- 金色のコルダ4（榊大地）

2017年
- 金色のコルダ2 ff（吉羅暁彦）

2018年
- 逆転オセロニア（ヘンドリクセン）
- うたわれるもの斬 / 2（2018年 - 2021年、ミカヅチ） - 2作品
- デトロイト ビカム ヒューマン（マーカス）
- 七つの大罪 ブリタニアの旅人（ヘンドリクセン）

2019年
- 金色のコルダ オクターヴ（榊大地）
- デモンエクスマキナ（ゾア）

2020年
- 仁王2（竹中半兵衛）
- ONE PIECE 海賊無双4（シャーロット・ペロスペロー）
- ドカポンUP! 夢幻のルーレット（ミカヅチ）

2021年
- 金色のコルダ スターライトオーケストラ（鷲上源一郎）

2022年
- ワンピースバウンティラッシュ（シャーロット・ペロスペロー）
- ファイアーエムブレム無双 風花雪月（ヴァルデマー＝フォン＝ヘヴリング）
- SympathyKiss（碓井修也）
- モノクロームメビウス 刻ノ代贖（ミカヅチ）

2023年
- 崩壊:スターレイル（スクリューガム）
- ファイナルファンタジーXVI（クライヴ・ロズフィールド〈青年期〉）

### ドラマCD
- オジサマ専科 Vol.4 Family Business〜危険な捜査線〜（立花栄）
- ココロ君色サクラ色（詩原陸[85]）
- さらい屋 五葉 ドラマCD（松吉）
- 白華の檻 〜緋色の欠片4〜 シリーズ（秋篠古嗣）
  - 白華の檻 〜緋色の欠片4〜 ドラマCD 二華飾り[86]
  - 白華の檻 〜緋色の欠片4〜 四季の詩 ドラマCD 桜花ニ片[87]
  - 白華の檻 〜緋色の欠片4〜 四季の詩 ドラマCD 雪花二降[88]
- 戦國ストレイズ（河尻秀隆）

### ラジオドラマ
- 押井守シアター ケルベロス鋼鉄の猟犬（ベンヤミン・ラウト伍長）
- G-SAVIOUR（バット）

### 吹き替え

#### 担当俳優
アンディ・ラウ
- ゴッド・ギャンブラー（チャン・トウ）
- ゴッド・ギャンブラー PARTII（マイケル・チャン）
- トリック大作戦（チャー）

ウィリアム・フォン
- 王朝の陰謀 闇の四天王と黄金のドラゴン（司法長官ユーチ・ジェンジン）
- おじいちゃんはデブゴン（医者）
- 西遊記 孫悟空 vs 白骨夫人（三蔵法師）
  - 西遊記 女人国の戦い

- 刺客（チー・ユアン）
- TAICHI/太極 ゼロ（ザイヤン）
- TAICHI/太極 ヒーロー（ザイヤン）
- 妖魔伝 レザレクション（パンラン）
- ライズ・オブ・シードラゴン 謎の鉄の爪（ユーチ・ジェンジン）
- 蘭陵王（高長恭 / 蘭陵王）

キリアン・マーフィー
- オッペンハイマー（J・ロバート・オッペンハイマー）
- クワイエット・プレイス 破られた沈黙（エメット）
- TIME/タイム（タイムキーパー・レイモンド・レオン）※劇場公開版
- ダンケルク（謎の英国兵）
- ハイドリヒを撃て!「ナチの野獣」暗殺作戦（ヨゼフ・ガプチーク）
- バットマン ビギンズ（ジョナサン・クレイン / スケアクロウ）※フジテレビ版
- ピーキー・ブラインダーズ（トミー・シェルビー）
- フリー・ファイヤー（クリス）
- プルートで朝食を（パトリック・“キトゥン”・ブレイデン）
- 麦の穂をゆらす風（ダミアン・オドノヴァン）

真田広之
- 最終目的地（ピート）
- ジョン・ウィック:コンセクエンス（シマヅ）
- Mr.ホームズ 名探偵最後の事件（梅崎タミキ）
- ラッシュアワー3（ケンジ）

ジェームズ・マカヴォイ
- アトミック・ブロンド（デヴィッド・パーシヴァル）
- ウォンテッド（ウェスリー・ギブソン）※BSテレ東版
- X-MENシリーズ（チャールズ・エグゼビア / プロフェッサーX）
  - X-MEN:ファースト・ジェネレーション
  - X-MEN:フューチャー&パスト
  - X-MEN:アポカリプス
  - X-MEN:ダーク・フェニックス

- ザ・バブル（本人役）
- ジェイン・オースティン 秘められた恋（トム・ルフロイ）
- スプリット（デニス、パトリシア、ヘドウィグ、ビースト、ケビン・ウェンデル・クラム、バリー、オーウェル、ジェイド）
  - ミスター・ガラス（ケビン・ウェンデル・クラム）

- ヴィクター・フランケンシュタイン（ヴィクター・フランケンシュタイン）

ジャレッド・パダレッキ
- WALKER/ウォーカー（コーデル・ウォーカー）
- 13日の金曜日（クレイ・ミラー）
- スーパーナチュラル（サム・ウィンチェスター）

ジョシュ・ハートネット
- タイム・ラヴァーズ 時空を繋ぐ指輪（ジェームズ・スチュワート / ジェイ・フェンネル）
- ナイトメア〜血塗られた秘密〜（イーサン・チャンドラー）
- ブラック・ミラー シーズン6 #3（デヴィッド）
- モーツァルトとクジラ（ドナルド・モートン）

ジョセフ・ゴードン＝レヴィット
- ザ・ウォーク（フィリップ・プティ）
- シン・シティ 復讐の女神（ジョニー）
- スノーデン（エドワード・スノーデン）
- ビバリーヒルズ・コップ: アクセル・フォーリー（ボビー）
- フローラとマックス（ジェフ）
- Mr. コーマン（ジョシュ・コーマン）
- LOOPER/ルーパー（ジョー）

シン・ハギュン
- 高地戦（カン・ウンピョ中尉）
- サプライズ（キム・ジョンウ）
- 地球を守れ!（イ・ビョング）
- 天国からの手紙（イ・スンジェ）
- トンマッコルへようこそ（ピョ・ヒョンチョル）

スコット・スピードマン
- ストレンジャーズ/戦慄の訪問者（ジェームズ・ホイト）
- セブン: ビギンズ〜彩られた猟奇〜（カール）
- トリプルX ネクスト・レベル（カイル・スティール）※ソフト版

ダニエル・ブリュール
- イントルーダーズ（アントニオ神父）
- エイリアニスト（ラズロー・クライズラー）
- キングスマン:ファースト・エージェント（エリック・ヤン・ハヌッセン）
- グッバイ、レーニン!（アレクサンダー・“アレックス”・ケルナー）
- クローバーフィールド・パラドックス（シュミット）
- 二ツ星の料理人（トニー）※ソフト版
- マーベル・シネマティック・ユニバース（ヘルムート・ジモ大佐 / バロン・ジモ）
  - シビル・ウォー/キャプテン・アメリカ
  - ファルコン&ウィンター・ソルジャー

- ラヴェンダーの咲く庭で（アンドレア・マロフスキー）

チソン
- 大風水（モク・チサン）
- 鉄の王 キム・スロ（キム・スロ）
- 被告人（パク・ジョンウ）
- マイPSパートナー（ヒョンスン）
- ロイヤルファミリー（ハン・ジフン）

チャーリー・コックス
- カサノバ（ジョヴァンニ・ブルーニ）
- スパイダーマン:フレンドリー・ネイバーフッド（マット・マードック / デアデビル）
- マーベル・シネマティック・ユニバース（マット・マードック / デアデビル）
  - Marvel デアデビル
  - Marvel ザ・ディフェンダーズ
  - スパイダーマン:ノー・ウェイ・ホーム
  - シー・ハルク:ザ・アトーニー
  - エコー
  - デアデビル: ボーン・アゲイン

チョン・ヨンファ
- 美男（イケメン）ですね（カン・シヌ）
- オレのことスキでしょ。（イ・シン）
- 紳士の品格 #13（本人役）

ハ・ジョンウ
- 暗殺（ハワイ・ピストル）
- 1987、ある闘いの真実（チェ検事）
- 哀しき獣（キム・グナム）
- 神と共に 第一章:罪と罰（カンニム）
  - 神と共に 第二章:因と縁

- クローゼット（サンウォン）
- チェイサー（ヨンミン）
- トンネル 闇に鎖された男（イ・ジョンス）
- ナルコの神（カン・イング）
- PMC:ザ・バンカー（エイハブ）
- 白頭山大噴火（チョ・インチャン）
- ランサム 非公式作戦（イ・ミンジュン）

ポール・ダノ
- ゼア・ウィル・ビー・ブラッド（ポール・サンデー、イーライ・サンデー）
- フェイブルマンズ（バート・フェイブルマン）
- Mr.&Mrs. スミス（隣人）

マット・デイモン
- アンセイン 〜狂気の真実〜（ファーガソン刑事）
- インサイド・ジョブ 世界不況の知られざる真実（ナレーター）※Netflix版
- AIR/エア（ソニー・ヴァッカロ）
- クライム・ゲーム（マーク・ローウェン）
- コンテイジョン（ミッチ・エンホフ）
- ドライブアウェイ・ドールズ（ゲイリー・チャネル上院議員）
- ヒア アフター（ジョージ・ロネガン）
- プロミスト・ランド（スティーヴ・バトラー）

ライアン・ゴズリング
- オンリー・ゴッド（ジュリアン）
- きみに読む物語（ノア・カルフーン）
- グレイマン（シエラ・シックス / コート・ジェントリー）
- スーパー・チューズデー 〜正義を売った日〜（スティーヴン・マイヤーズ）
- ソング・トゥ・ソング（BV）
- ドライヴ（ドライバー）※ソフト版
- ナイスガイズ!（ホランド・マーチ）
- ファースト・マン（ニール・アームストロング）
- フォールガイ（コルト・シーバース）
- プレイス・ビヨンド・ザ・パインズ/宿命（ルーク・グラントン）
- ラースと、その彼女（ラース・リンドストロム）
- ラ・ラ・ランド（セバスチャン・ワイルダー）

ルパート・フレンド
- 白鳥（ピーター・ワトスン）
- プライドと偏見（ウィッカム）
- ねずみ捕りの男（クロード）

レオナルド・ディカプリオ
- インセプション（ドム・コブ）※劇場公開版
- 華麗なるギャツビー（ジェイ・ギャツビー）
- タイタニック（ジャック・ドーソン）※フジテレビ2004年版
- ディパーテッド（ビリー・コスティガン）
- ドント・ルック・アップ（ランダル・ミンディ博士）
- ワールド・オブ・ライズ（ロジャー・フェリス）

#### 映画（吹き替え）
- アート・オブ・デビル
- アイ・スパイ（アレックス・スコット〈オーウェン・ウィルソン〉）
- アイズ・ワイド・シャット（ホテルの受付係〈アラン・カミング〉）
- 愛と哀しみの旅路（ジャック・マクギャン〈デニス・クエイド〉）※Disney+版
- 愛についてのキンゼイ・レポート（クライド・マーティン〈ピーター・サースガード〉）
- 狎鴎亭スターダム（ジウ〈チョン・ギョンホ〉[123]）
- アルフィー（アルフィー・エルキンズ〈ジュード・ロウ〉）
- イーオン・フラックス（オーレン・グッドチャイルド〈ジョニー・リー・ミラー〉）
- いつか眠りにつく前に（ルーク〈エボン・モス＝バクラック〉）
- イルマーレ（ヘンリー・ワイラー〈エボン・モス＝バクラック〉）
- インビテーション（ウィル〈ローガン・マーシャル＝グリーン〉）
- ウォー・オブ・ザ・デッド（英語版）（デイヴィッド〈アダム・スチュアート〉）
- ウォーク・ザ・ライン/君につづく道
- ウォーム・ボディーズ（R〈ニコラス・ホルト〉）
- 美しき野獣（オ・ジヌ〈ユ・ジテ〉）
- ウルヴァリン:SAMURAI（ケンイチロウ・ハラダ〈ウィル・ユン・リー〉）
- エージェント・スミス（マーク・パットナム〈ジャック・ヒューストン〉）
- 8 Mile（パパ・ドク〈アンソニー・マッキー〉）
- エレクトラ（キリギ〈ウィル・ユン・リー〉）
- エンド・オブ・トンネル（ホアキン〈レオナルド・スバラーリャ〉）
- 俺たちに明日はない（クライド・バロウ〈ウォーレン・ベイティ〉）※テレビ朝日版のWOWOW追加録音部分
- 俺たちニュースキャスター（ブリック・タムランド〈スティーヴ・カレル〉）
- オン・エッジ 19歳のカルテ（トビー〈ジョナサン・ジャクソン〉[124]）
- ガーフィールド（ジョン・アーバックル〈ブレッキン・メイヤー〉）
  - ガーフィールド2
- かけひきは、恋のはじまり（カーター・ラザフォード〈ジョン・クラシンスキー〉）
- 彼女を信じないでください（チェ・ヒチョル〈カン・ドンウォン〉）
- ガリバー旅行記（オーガスト王子〈オリー・アレクサンデル〉）
- カンナさん大成功です!（ハン・サンジュン〈チュ・ジンモ〉）
- THE GUILTY/ギルティ（ジョー・ベイラー〈ジェイク・ジレンホール〉[125]）
- キングダム・オブ・ヘブン（バリアン・オブ・イベリン〈オーランド・ブルーム〉）
- クリッシュ（クリシュナ〈リティク・ローシャン〉）
- クリミナル（ロドリゴ〈ディエゴ・ルナ〉）
- クローサー（ダン〈ジュード・ロウ〉）
- ケイティ（エンブリー・ラーキン〈チャーリー・ハナム〉）
- 拳神 KENSHIN（ティロン〈スティーブン・フォン〉）
- 恋する宇宙（アダム・ラキ〈ヒュー・ダンシー〉）
- 恋人たちのパレード（ジェイコブ・ジャンコウスキー〈ロバート・パティンソン〉）
- 50歳の恋愛白書（クリス・ナドー〈キアヌ・リーブス〉）
- コンタクト（フィッシャー〈ジェフリー・ブレイク〉）※テレビ東京版
- 13デイズ（ロバート・ケネディ〈スティーヴン・カルプ〉）※テレビ朝日版
- サード・パーソン（リック〈ジェームズ・フランコ〉）
- ザナドゥ（ソニー・マローン〈マイケル・ベック〉）
- サン・オブ・ゴッド（イエス・キリスト〈ディオゴ・モルガド〉）
- シャドー・チェイサー（ウィル・ショー〈ヘンリー・カヴィル〉）
- ジュラシック・パークIII（ビリー・ブレナン〈アレッサンドロ・ニヴォラ〉）
- ジュラシック・ワールド/炎の王国（ミルズ〈レイフ・スポール〉[126]）
- シルク（エルヴェ〈マイケル・ピット〉）
- 白い沈黙（マシュー・レイン〈ライアン・レイノルズ〉）
- 親愛なるきみへ（ジョン・タイリー〈チャニング・テイタム〉）
- 新・猿の惑星（ルイス・ディクソン博士〈ブラッドフォード・ディルマン〉[127]）※TBS版のWOWOW追加録音部分
- スケルトン・キー（ルーク〈ピーター・サースガード〉）
- スティング（ジョニー・フッカー〈ロバート・レッドフォード〉）※ソフト版
- ストリートダンス/TOP OF UK（英語版）（トマス〈リチャード・ウィンザー〉）
- スパイダー パニック!（ブレット〈マット・ズークリー〉）※ソフト版
- セキュリティコール（マイク〈ジェイソン・パトリック〉）
- セッション（アンドリュー・ニーマン〈マイルズ・テラー〉）
- 戦場のキックオフ（メムリング〈ジュリアン・ボンガルトネ〉）※NHK版
- ソーラー・ストライク（ルーカス・フォスター〈マーク・ダカスコス〉）
- ダージリン急行（フランシス・ホイットマン〈オーウェン・ウィルソン〉）
- ターミナル（エンリケ・クルズ〈ディエゴ・ルナ〉）※テレビ版
- ターミネーター3（スコット・ピーターソン〈マーク・フォミグリエッティ（英語版）〉）※劇場公開・ソフト版
- ダウン（マーク・ニューマン〈ジェームズ・マーシャル〉）※DVD版
- ダブルバウンド（ケヴィン〈ライアン・レイノルズ〉）
- タンブルダウン 彼の遺した恋の歌（アンドリュー〈ジェイソン・サダイキス〉）
- チョコレートドーナツ（ルディ・ドナテロ〈アラン・カミング〉）
- テープ（ヴィンセント〈イーサン・ホーク〉）
- ディープ・ライジング コンクエスト（ベン・カーペンター〈ジョン・バロウマン〉）
- デイ・アフター・トゥモロー（ジェイソン〈ダッシュ・ミホク〉）※ソフト版
- テイキング・ライブス（ジェームズ・コスタ〈イーサン・ホーク〉）※DVD版
- テッセラクト（英語版）（ショーン〈ジョナサン・リース＝マイヤーズ〉）
- 天下無敵のジェシカ・ジェームズ（デイモン〈ラキース・スタンフィールド〉）
- 閉ざされた森（リーヴァイ・ケンドル〈ジョヴァンニ・リビシ〉）
- トランセンデンス（マックス・ウォーターズ〈ポール・ベタニー〉）
- トリスタンとイゾルデ（メロート〈ヘンリー・カヴィル〉）
- トリプルX ※DVD版
- ナイト・オブ・ザ・スカイ（セバスチャン・“ファーレンハイト”・ヴァロワ大尉〈クロヴィス・コルニヤック〉[128]）
- 南極日誌（キム・ミンジェ〈ユ・ジテ〉）
- 野良犬たちの掟（英語版）（フレッド〈キム・ロッシ＝スチュアート〉）
- バイオハザード（マット・アディソン〈エリック・メビウス〉[129]）※フジテレビ版（デラックスエディションBD収録）
- バイオハザードIII（アレクサンダー・スレイター〈マシュー・マースデン〉）※ソフト版
- パイレーツ・オブ・カリビアン/呪われた海賊たち
- 白蛇伝説（許仙〈レイモンド・ラム〉）
- バタリアン4（ジュリアン〈ジョン・キーフ〉）
- バタリアン5（ジュリアン〈ジョン・キーフ〉）
- 初恋の想い出（ホウ・ジア〈ルー・イー（英語版）〉）
- ハットンガーデン・ジョブ（謎の男〈マシュー・グード〉）
- パトリオット（ガブリエル・マーティン〈ヒース・レジャー〉）※テレビ版
- バビロン（ジェームズ・マッケイ〈トビー・マグワイア〉[130]）
- パリ、ジュテーム（フランソワ〈シリル・デクール〉）
- バレット（テイラー・クォン〈サン・カン〉）
- バレット・オブ・ラヴ（チャーリー・カントリーマン〈シャイア・ラブーフ〉）
- バンディッツ（ハーヴィー・ポラード〈トロイ・ギャリティ〉）※日本テレビ版
- ピーターラビット（トーマス・マグレガー〈ドーナル・グリーソン〉）※機内上映版
- ビッグ・フィッシュ（若き日のエドワード・ブルーム〈ユアン・マクレガー〉）※機内上映版
- ヒトラー暗殺、13分の誤算（ゲオルク・エルザー〈クリスティアン・フリーデル〉）
- ふたつの恋と砂時計（キム・ジュノ〈ヨン・ジョンフン〉）
- プライベート・ライアン（アーウィン・ウエイド〈ジョヴァンニ・リビシ〉）※テレビ朝日版
- ブラッドウルフ（エイデン〈ヒュー・ダンシー〉）
- フランケンシュタイン（ヘンリー〈ダン・スティーヴンス〉）
- フランシスコの2人の息子（ミロズマル / ゼゼ〈マルシオ・キエリンギ〉）
- フランドル（ブロンデル）
- ブランニュー・ワールド（ジミー・コンプトン〈ガイ・ピアース〉）
- ブレイド・マスター（盧剣星〈ワン・チエンユエン〉）
- フレディVSジェイソン（ウィル・ローリンズ〈ジェイソン・リッター〉）※ソフト版
- フローズン（ダン・ウォーカー〈ケヴィン・ゼガーズ〉）
- PROMISE（無歓〈ニコラス・ツェー〉）※DVD版
- ベスト・オブ・エネミーズ 〜価値ある闘い〜（C・P・エリス〈サム・ロックウェル〉）
- ヘンダーソン夫人の贈り物（バーティー〈ウィル・ヤング〉）
- ホーリー・スモーク（ティム）
- ホステージ（マース〈ベン・フォスター〉）※DVD版
- ほの蒼き瞳（オーガスタス・ランドー〈クリスチャン・ベール〉[131]）
- ボルケーノ・インフェルノ（ピーター・スレーター〈ダン・コルテス〉）※テレビ東京版
- ホワイト・オランダー（マーク・リチャーズ〈ノア・ワイリー〉）
- 香港国際警察/NEW POLICE STORY（マックス・リュー〈ヒロ・ハヤマ〉）
- マイ・ハート、マイ・ラブ（マーク〈ジェイ・モーア〉）
- マッチポイント（クリス・ウィルトン〈ジョナサン・リース＝マイヤーズ〉）
- 真夜中の銃声（英語版）（ローリー・フリント〈ショーン・ペン〉）
- マリーゴールド・ホテルで会いましょう（ソニー・カプール〈デーヴ・パテール〉）
  - マリーゴールド・ホテル 幸せへの第二章
- ムード・インディゴ うたかたの日々（コラン〈ロマン・デュリス〉）
- メン・イン・ブラック（ジェンセン）※日本テレビ版
- モーターサイクル・ダイアリーズ（エルネスト・ゲバラ・デ・ラ・セルナ〈ガエル・ガルシア・ベルナル〉）
- モンキー・マジック 孫悟空誕生（二郎神〈ピーター・ホー〉）
- ランダウン ロッキング・ザ・アマゾン（トラビス・アルフレッド・ウォーカー〈ショーン・ウィリアム・スコット〉）※ソフト版
- ランボー/最後の戦場（マイケル・バーネット医師〈ポール・シュルツ〉）※テレビ東京版
- リチャード・ニクソン暗殺を企てた男（サム・ビック〈ショーン・ペン〉）
- 霊-リョン-（ジュノ〈リュ・ジン〉）
- ロスト・レジェンド 失われた棺の謎（フー・バーイー〈チェン・クン〉）
- ロング・エンゲージメント（マネク〈ギャスパー・ウリエル〉）
- わるわる探犬隊（英語版）（デイビッド〈マックス・ロイド・ジョーンズ〉）

#### ドラマ
- iCarly（スチュワート）
- アンフォゲッタブル4 完全記憶捜査（エディ）
- ER緊急救命室
  - シーズン6 #17（スティーブ〈カイ・レノックス〉）
  - シーズン7 #13（ジェフ〈ロバート・ベイツル〉）
  - シーズン9-10（ヘレロ〈ブレント・ローム〉）
  - シーズン14 #17（ダニエル〈ジョシュ・スチュワート〉）
- 凍てつく楽園（ヘンリク〈ヨナス・マルムシェー〉）
- 美男〈イケメン〉ですね 〜Fabulous★Boys（カン・シヌ〈ジェイコブ〉）
- イタズラなKiss〜Playful Kiss（キム・ギデ）
- WITHOUT A TRACE/FBI 失踪者を追え!
  - シーズン3 #17（ランス）
  - シーズン4 #19（ブライアン）
  - シーズン5 #16（ロブ・ダーシー）
- ウイニング・タイム -レイカーズ帝国の誕生-（パット・ライリー〈エイドリアン・ブロディ〉[132]）
- ウォッチメン（フィリップス〈トム・マイソン〉）
- NCIS: ニューオーリンズ シーズン1 #21（リード・ゴーリ〈オリバー・キーラン＝ジョーンズ〉）
- エレメンタリー2 ホームズ&ワトソン in NY #1（ローレンス・ペンドリー〈ルーファス・ライト〉）
- 悲しき恋歌（イ・ゴンウ〈ヨン・ジョンフン〉）
- ガンパウダー（トマス・ウィンター〈エドワード・ホルクロフト〉[133]）
- 寄生獣 -ザ・グレイ-（クォン・ヒョクジュ〈イ・ヒョンギュン〉[134]）
- ギルモア・ガールズ（クリストファー〈デヴィッド・サトクリフ〉）
- クリミナル・マインド7 FBI行動分析課 #11（ケイレブ・ロスモア〈ジェフ・ニューバーグ〉）
- クリミナル・マインド 特命捜査班レッドセル（英語版）（マイケル）
- グレイズ・アナトミー 恋の解剖学（ジャクソン・エイヴリー〈ジェシー・ウィリアムズ〉）
- 刑事ルーサー（マーク・ノース〈ポール・マッギャン〉[135]）
- コールドケース4 #24
- 恋人〜あの日聞いた花の咲く音〜（イ・ジャンヒョン

〈ピーター・ホー〉）
- 項羽と劉邦 King's War（項羽〈ナムグン・ミン〉）
- 師任堂、色の日記（宜城君イ・ギョム〈ソン・スンホン〉）
- ザ・エージェンシー（マーシャン〈マイケル・ファスベンダー〉[136]）
- THE FIRM ザ・ファーム 法律事務所（ミッチ・マクディーア〈ジョシュ・ルーカス〉）
- サブリナ（ジョッシュ〈デヴィッド・ラッシャー〉）
- ザ・ホスピタル（スー・イーホア〈ジェリー・イェン〉）
- 三国志 Three Kingdoms（呂布〈ピーター・ホー〉）
- CSI:科学捜査班
  - シーズン7 #1（ジョー・ハーショフ〈ケヴィン・ラーム〉）
  - シーズン14（ショーン・イェーガー〈マシュー・デイヴィス〉）
- GSG-9 対テロ特殊部隊（コニー〈アンドレーアス・ピーチュマン〉）
- シャーペイのファビュラス・アドベンチャー
- 恕の人 -孔子伝-（端木）
- シンデレラのお姉さん（ホン・ギフン〈チョン・ジョンミョン〉）
- SCORPION/スコーピオン シーズン2 #22（ジョン・パンドヴァ〈ジョシュ・ランドール/Josh Randall〉）
- 捜査官クリーガン（マーク・リバース〈ショーン・ディングウォール〉）
- 孫子兵法
- ターミネーター:サラ・コナー クロニクルズ（カイル・リース〈ジョナサン・ジャクソン〉）
- ダメージ（グレゴリー・マリーナ〈ピーター・ファシネリ〉）
- CHASE/逃亡者を追え! #15（デイヴィッド・ボトナー〈ジェイソン・バトラー・ハーナー〉）
- Dr.JIN（ジン・ヒョク〈ソン・スンホン〉）
- ハーパーズ・アイランド 惨劇の島（ヘンリー・ダン〈クリストファー・ゴーラム〉）
- パパにはヒ・ミ・ツ（ドニー・ドイル〈サッド・ラッキンビル〉）
- バンド・オブ・ブラザース（“ドク” ユージーン・ロウ伍長〈シェーン・テイラー〉）
- PAN AM/パンナム（オマール）
- 光と影（カン・ギテ〈アン・ジェウク〉）
- ブラインドスポット4 タトゥーの女 #5（ダニエル・カツォヴィッチ〈ネイサン・ダロウ〉）
- ヘチ 王座への道（ハン・ジョンソク〈イ・ピルモ〉[137]）
- ホワイトハウス・ファームの惨劇 〜バンバー一家殺人事件〜（コリン・キャフェル〈マーク・スタンリー〉[138]）
- マーダーズ・イン・ビルディング（ティム・コノ〈ジュリアン・スィーヒ〉[139]）
- ミス・マープル5 鏡は横にひび割れて（ジェイソン・ラッド）
- ミディアム6 霊能者アリソン・デュボア（マット・モルハーン）
- THE MENTALIST メンタリストの捜査ファイル（ダン〈ジーン・ファーバー〉）
- LAW&ORDER:クリミナル・インテント シーズン1 #11（デニス・グリスコム〈ロバート・スタントン〉）
- LAW & ORDER:性犯罪特捜班（ベンジャミン・ハッドリー）
- ROME［ローマ］（オクタヴィアヌス〈サイモン・ウッズ〉）
- 私はラブ・リーガル2 #11（エヴァン・ロビンズ〈バリー・ワトソン〉）

#### アニメ
- 戦場のキックオフ
- ターザン（グレイストーク）
- ターミネーター0（マルコム・リー[140]）
- バットマン:ブレイブ&ボールド（グリーンアロー / オリバー・クイーン）

### ラジオ
※はインターネット配信。
- 内田夕夜・石川英郎の金色のコルダ Blue♪Sky Radio（2014年4月7日 - 6月30日、文化放送超!A&G+※）[141]

### テレビドラマ
- 密閉山脈（2005年3月12日）

### 映画
- 真・女立喰師列伝「Dandelion 学食のマブ」（2007年11月10日）神山店長の声

### 舞台
- フルサークル
- 村岡伊平次伝
- ハムレット
- メフィスト（1998年）
- 伊能忠敬物語（1999年）
- あなたまでの6人
- 千鳥
- 十二夜
- ペナルティ・マリア
- きょうの雨 あしたの風（2006年）
- 赤ひげ（2008年）
- どん底（2009年）
- 三屋清左衛門残日録～夕映えの人（2010年〈地方〉原作：藤沢周平
- 東海道 四谷怪談（2014年1月)（主演：伊右衛門役）
- われらの星の時間（2018年）（俳優座劇場）作：鈴木聡、演出：佐藤徹也

### CM
- ダイハツ・ミライース（ナレーション、トンデモ・タイムズ日本支部の記者）

### ナレーション
- 世界の涯ての鼓動 予告編ナレーション[142]

### ボイスオーバー
- BS世界のドキュメンタリー（NHK BS1→NHK BS）
  - 占領された街で〜ヘルソン 命がけの記録〜（2023年2月21日、ドミトロ・バフネンコ）
  - ハンス・ジマー 映画音楽の革命児（2023年3月9日、ジェフリー・カッツェンバーグ、クリストファー・ノーラン）